# Shanghai Airlines
Шанхайські авіалінії (кит.: 上海航空公司; англ. Shanghai Airlines Co., Ltd.) (SSE: 600591
) — авіакомпанія, що базується в Шанхаї, КНР. Виконує місцеві і міжнародні рейси. Дочірнє підприємство магістральної авіакомпанії China Eastern Airlines.
Головними транзитними вузлами (хабами) перевізника є Шанхай Міжнародний аеропорт Пудун і Шанхай Міжнародний аеропорт Хунцяо. Незважаючи на те, що деякі рейси здійснює з Нанкіна і Ханчжоу, це одна з найбільш централізованих авіакомпаній Китаю, яка працює за моделлю «hub and spoke».

## Історія
Авіакомпанія створена в 1985 місцевою владою Шанхаю як перша незалежно керована місцева авіакомпанія в КНР. Спочатку її діяльність була обмежена внутрішніми рейсами, але у вересні 1997 вона отримала урядове схвалення роботи на міжнародних рейсах.
У жовтні 2002 акції авіакомпанії почали торгуватися на Шанхайській фондовій біржі.
У травні 2004 запущені вантажні рейси по внутрішніх маршрутах.
У 2006 утворена дочірня вантажна авіакомпанія Shanghai Airlines Cargo.
За свою історію з літаками Shanghai Airlines не відбувалося авіакатастроф, що робить її однією з найбезпечніших авіакомпаній Азії.
12 грудня 2007 стала дев'ятнадцятим повноправним членом глобального альянсу пасажирських перевезень Star Alliance.
У результаті поглинання магістральної авіакомпанією China Eastern Airlines перевізник перервав 1 листопада 2010 членство в Star Alliance, ставши 21 червня наступного року афілійованим членом конкуруючого альянсу SkyTeam.

## Маршрутна мережа
Маршрутна мережа регулярних перевезень Shanghai Airlines охоплює понад 140 пунктів призначення всередині країни і за її межами. Основними міжнародними напрямками є Гонконг, Макао, Тайвань, Японія, Південна Корея, Сінгапур і Таїланд. Під брендом China Eastern Airlines перевізник обслуговує далекомагістральний маршрут з Шанхаю в аеропорт Мельбурн (Австралія).

## Кодшерингові угоди
Крім членів альянсу SkyTeam авіакомпанія Shanghai Airlines працює в партнерських угодах з наступними перевізниками:
- China United Airlines
- Sichuan Airlines

## Флот

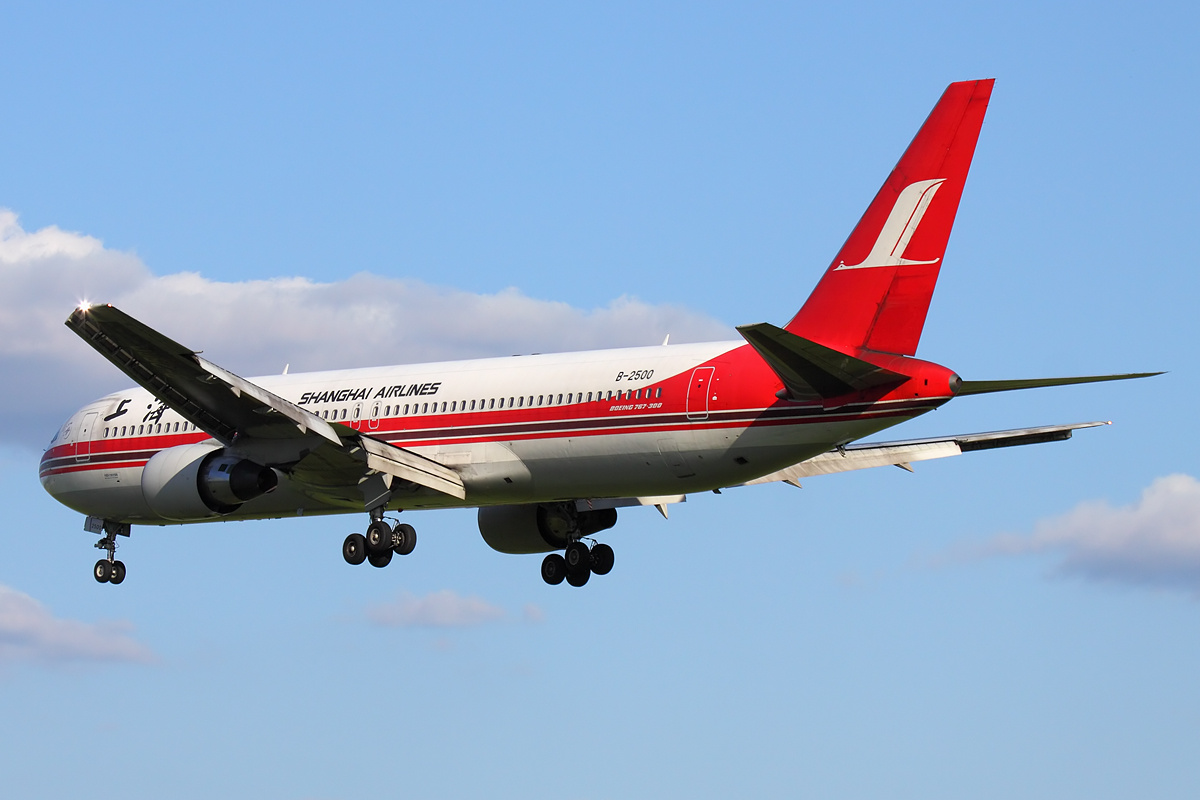
Boeing 767-300ER авіакомпанії Shanghai Airlines в заході на посадку в московському аеропорту Шереметьєво, 2012

В березні 2016 флот авіакомпанії складали наступні літаки:

## Лівреї
На початку 2007 Шанхайські Авіалінії змінили вигляд своєї лівреї, замінивши свій класичний символ. У листопаді 2007 один з Boeing 767-300 був пофарбований у ліврею Star Alliance.